# Esplanade Nathalie-Sarraute
L'esplanade Nathalie-Sarraute est une voie du 18e arrondissement de Paris, en France.

## Situation et accès
Elle se trouve le long de la rue Pajol.
Elle longe la halle Pajol, ancien entrepôt de la SNCF, qui abrite désormais, outre des commerces, la bibliothèque Václav-Havel et l'auberge de jeunesse Yves-Robert. On trouve sur l'esplanade d'autres équipements, comme le centre sportif Micheline-Ostermeyer ou le collège Aimé-Césaire. En outre, des bars et restaurants se sont installés le long de l'esplanade.

## Origine du nom
Elle porte le nom de Nathalie Sarraute (1900-1999), écrivain français d'origine russe. 

## Historique

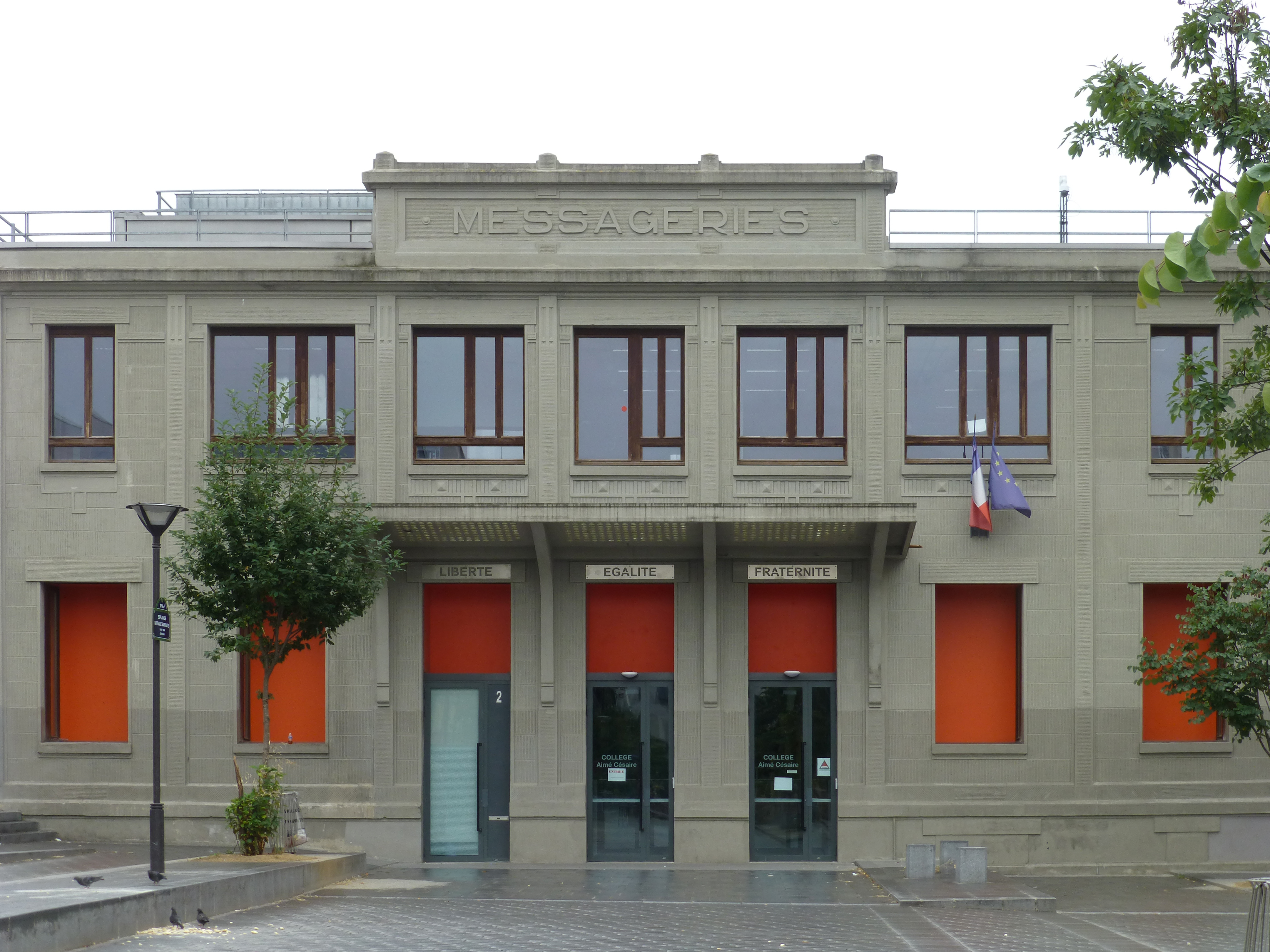
Façade du collège.

Cette esplanade est créée sous sa dénomination actuelle en 2013.
Au no 2 se trouve le collège Aimé-Césaire, dans l'ancien immeuble des Messageries.